# Azneftyağ Baku
Azneftyağ Baku – azerski klub piłkarski, mający siedzibę w stolicy kraju, mieście Baku, działający w latach 1991–1994.

## Historia
Chronologia nazw:
- 1991: Tərəqqi Bakı FK
- 1993: Azneftyağ Bakı FK
- 1994: klub rozwiązano

Klub sportowy Tərəqqi FK został założony w miejscowości Baku w 1991 roku. W 1991 grał w rozgrywkach lokalnych.
Po uzyskaniu niepodległości przez Azerbejdżan w 1992 debiutował w najwyższej lidze, zwanej Yüksək Liqa. Debiutowy sezon 1992 zakończył na 5.pozycji w grupie B i w rundzie drugiej walczył w grupie mistrzowskiej, gdzie został sklasyfikowany na końcowym 9.miejscu. W 1993 roku po uzyskaniu sponsora rafinerię Azneftyağ zmienił nazwę na Azneftyağ Bakı FK. W Yüksək Liqa ponownie zajął dziewiątą lokatę w grupie A (końcowe 19.miejsce), po czym został zdegradowany do pierwszej ligi. W sezonie 1993/94 najpierw zwyciężył w grupie A Birinci Dəstə, a potem w turnieju finałowym grał w grupie B. Wszystkie mecze pomiędzy trzema zespołami zakończyły się remisem 0:0 i wtedy postanowiono losować miejsca. Klub "wylosował" pierwsze miejsce i wynikający z tego awans. Jednak z przyczyn finansowych nie przystąpił do rozgrywek w najwyższej lidze i został rozwiązany.

## Barwy klubowe, strój
|  |  |  |

Klub ma barwy żółto-biało-czarne. Strój jest nieznany.

## Sukcesy

### Trofea międzynarodowe
Nie uczestniczył w rozgrywkach europejskich (stan na 31-05-2019).

### Trofea krajowe
Azerbejdżan
| \| \| Zdobyte trofea w rozgrywkach Azerbejdżanu (stan na: 31-05-2019) \| |                                                                 |      |                      |
| Rozgrywki                                                                | Osiągnięcie                                                     | Razy | Sezon(y)             |
| Mistrzostwo                                                              | I miejsce                                                       | 0    |                      |
| Mistrzostwo                                                              | II miejsce                                                      | 0    |                      |
| Mistrzostwo                                                              | III miejsce                                                     | 0    |                      |
| Mistrzostwo                                                              | 9.miejsce                                                       | 2    | 1992, 1993 (gr.A)    |
| Puchar                                                                   | zdobywca                                                        | 0    |                      |
| Puchar                                                                   | finalista                                                       | 0    |                      |
| Puchar                                                                   | półfinalista                                                    | 1    | 1992                 |
| II liga                                                                  | I miejsce                                                       | 1    | 1993/94 (finał-gr.B) |
| II liga                                                                  | II miejsce                                                      | 0    |                      |
| II liga                                                                  | III miejsce                                                     | 0    |                      |
| Azerbejdżan                                                              | Zdobyte trofea w rozgrywkach Azerbejdżanu (stan na: 31-05-2019) |      |                      |

ZSRR
| \| \| Zdobyte trofea w rozgrywkach Związku Radzieckiego (stan na: 31-12-1992) \| |                                                                         |      |          |
| Rozgrywki                                                                        | Osiągnięcie                                                             | Razy | Sezon(y) |
| Mistrzostwo                                                                      | I miejsce                                                               | 0    |          |
| Mistrzostwo                                                                      | II miejsce                                                              | 0    |          |
| Mistrzostwo                                                                      | III miejsce                                                             | 0    |          |
| Puchar                                                                           | zdobywca                                                                | 0    |          |
| Puchar                                                                           | finalista                                                               | 0    |          |
| II liga                                                                          | I miejsce                                                               | 0    |          |
| II liga                                                                          | II miejsce                                                              | 0    |          |
| II liga                                                                          | III miejsce                                                             | 0    |          |
|                                                                                  | Zdobyte trofea w rozgrywkach Związku Radzieckiego (stan na: 31-12-1992) |      |          |

## Poszczególne sezony

### Rozgrywki międzynarodowe

#### Europejskie puchary
Nie uczestniczył w rozgrywkach europejskich.

### Rozgrywki krajowe
ZSRR
| \| \| Bilans występów klubu w rozgrywkach piłkarskich Związku Radzieckiego (Stan na 31 grudnia 1992 r.) \| |                                                                                                   |        |       |   |   |   |    |    |     |      |        |        |      |
| Poziom | Rozgrywki                                                                                         | Sezony | Mecze | Z | R | P | B+ | B– | Pkt | Lata | Awanse | Spadki | Naj. |
| I | Wysszaja liga                                                                                     | 0      |       |   |   |   |    |    |     |      |        |        |      |
| II | Pierwaja liga                                                                                     | 0      |       |   |   |   |    |    |     |      |        |        |      |
| III | Wtoraja liga                                                                                      | 0      |       |   |   |   |    |    |     |      |        |        |      |
| IV | Wtoraja nizszaja liga                                                                             | 0      |       |   |   |   |    |    |     |      |        |        |      |
| | Puchar ZSRR                                                                                       | 0      |       |   |   |   |    |    |     |      |        |        |      |
| | Bilans występów klubu w rozgrywkach piłkarskich Związku Radzieckiego (Stan na 31 grudnia 1992 r.) |        |       |   |   |   |    |    |     |      |        |        |      |

Azerbejdżan
| \| Azerbejdżan \| Bilans występów klubu w rozgrywkach piłkarskich Azerbejdżanu (Stan na 31 maja 2019 r.) \| \| |                                                                                        |        |       |   |   |   |    |    |     |           |        |        |      |
| Poziom | Rozgrywki                                                                              | Sezony | Mecze | Z | R | P | B+ | B– | Pkt | Lata      | Awanse | Spadki | Naj. |
| I | Yüksək Liqa                                                                            | 2      |       |   |   |   |    |    |     | 1992–1993 | 0      | 1      | 9    |
| II | Birinci Dəstə                                                                          | 1      |       |   |   |   |    |    |     | 1993/94   | 1      | 0      | 1    |
| | Puchar Azerbejdżanu                                                                    | 3      |       |   |   |   |    |    |     | 1992–1994 | 0      | 0      | 1/2  |
| Azerbejdżan | Bilans występów klubu w rozgrywkach piłkarskich Azerbejdżanu (Stan na 31 maja 2019 r.) |        |       |   |   |   |    |    |     |           |        |        |      |

## Struktura klubu

### Stadion
Klub piłkarski rozgrywał swoje mecze domowe na stadionie Azneftyağ w Baku o pojemności 1000 widzów.

## Kibice i rywalizacja z innymi klubami

### Derby
- ANS Pivani Baku
- Azəri Baku
- Bakılı Baku
- Dinamo Baku
- Fərid Baku
- İnşaatçı Baku
- Neftçi PFK
- Neftqaz-GNKAR Baku
- OIK Baku
- Şəfa Baku
- Xəzər Universiteti Baku